# Ḩājjī Rajab
Ḩājjī Rajab (persiska: حاجی رجب, Kalāteh-ye Ḩājjī Rajab) är en ort i Iran.   Den ligger i provinsen Khorasan, i den nordöstra delen av landet, 700 km öster om huvudstaden Teheran. Ḩājjī Rajab ligger 1 034 meter över havet och antalet invånare är 135.
Terrängen runt Ḩājjī Rajab är platt norrut, men söderut är den kuperad.Runt Ḩājjī Rajab är det ganska glesbefolkat, med 21 invånare per kvadratkilometer. Närmaste större samhälle är Kāshmar, 18,5 km väster om Ḩājjī Rajab. Trakten runt Ḩājjī Rajab är ofruktbar med lite eller ingen växtlighet.